# Bū ol Qalam
Bū ol Qalam (persiska: بو القلم, بُلقَلَم) är en ort i Iran.   Den ligger i provinsen Mazandaran, i den norra delen av landet, 80 km öster om huvudstaden Teheran. Bū ol Qalam ligger 1 639 meter över havet och antalet invånare är 149.
Terrängen runt Bū ol Qalam är huvudsakligen mycket bergig. Bū ol Qalam ligger nere i en dal.Runt Bū ol Qalam är det ganska tätbefolkat, med 149 invånare per kvadratkilometer. Närmaste större samhälle är Nowsar, 3,1 km nordost om Bū ol Qalam. Trakten runt Bū ol Qalam består i huvudsak av gräsmarker.